# Миликов, Михаил Евгеньевич
Михаил Евгеньевич Миликов (рум. Milicov Mihail, 9 мая 1950, Полтава, УССР — 9 августа 2013, Кишинёв, Молдова) — советский и молдавский актёр. Заслуженный артист Молдавской ССР (1991), лауреат республиканских и международных театральных фестивалей. Служил в Государственном русском драматическом театре им. А. П. Чехова.

## Биография
Родился 9 мая 1950 года в семье руководителя студии народного танца в Полтаве. С детства участвовал в сценических постановках. Школьником посещал танцевальную и драматическую творческие студии при Дворце пионеров[уточнить].
Учился в Ленинградском институте театра, музыки и кино ЛГИТМИК на курсе Владислава Станиславовича Андрушкевича.
В 1971 году окончил институт и стал актером Кишинёвского русского драматического театра им. А. П. Чехова, где проработал до 1976 года.
С 1976 актёр Кишинёвского «Театра киноактёра» при киностудии «Молдова-фильм».
С 1978 по 1982 актёр Ульяновского драматическом театра.
С 1982—2013 годах ведущий актер Кишинёвского театра им. А. П. Чехова.
Скончался 9 августа 2013 года. Похоронен на кишинёвском Кладбище Святого Лазаря.

## Награды
Был удостоен звания «Заслуженный артист Республики Молдовы».

## Роли
- «Пять вечеров» А. Володина. Режиссёр: М. Абрамов — Слава[12][13][14]
- «Проснись и пой!» М. Дьярфаша. Режиссёр: М. Абрамов — Дьюла
- «Валентин и Валентина» М. Рощина. Режиссёр: М. Абрамов — Валентин
- «Благочестивая Марта» Тирсо де Молина. Режиссёр: Н. Бецис — Капитан[15]
- «Девять мгновений» по А. П. Чехову. Режиссёр: Б. Аксёнов — Дьячок Вонмигласов[16][17][18]
- «Фантазии Фарятьева» Г. Соколовой. Режиссёр: М. Абрамов — Фарятьев
- «Вишнёвый сад» А. П. Чехова. Режиссёр: А. Гукленков — Яшка
- «Ночь после выпуска» по В. Тендрякову. Режиссёр: М. Абрамов — Игорь
- «Коварство и любовь» Ф. Шиллера, Режиссёр: М. Абрамов — Фердинанд
- «Кот в сапогах» по Ш. Перро. Режиссёр: Д. Масленников — Людоед
- «Так у нас, а как у вас?» по Гр. Горину, М. Жванецкому, Л. Измайлову. Режиссёры: Б. Аксёнов, М. Миликов — Первый (Спектакль и актёры Б. Аксёнов и М. Миликов — лауреаты главной премии Республиканского театрального конкурса (1987)[19]
- «Кошка, которая гуляла сама по себе» по Р. Киплингу. Режиссёр: Б. Игнат — Тигр
- «Отпуск по ранению» по В. Кандратьеву. Режиссёр: Н. Бецис — Владимир
- Он — «Скамейка» А. Гельмана. Режиссёр Г.Макареску.
- «Дом без выхода» В. Дозорцева. Режиссёр: Н. Бецис — Старро
- «Свалка» А. Дударева. Режиссёр: М. Абрамов — Хитрый
- «Банкрот» А. Н. Островского. Режиссёр: М. Абрамов — Подхалюзина
- «В открытом море» С. Мрожека. Режиссёр: М. Абрамов — Средний
- «Убийство Гонзаго» Н. Йорданова. Режиссёр: М Поляков — Директор бродячей труппы (лауреат Международного фестиваля в Брянске, 1991)
- «Дамы и господа» по А. П. Чехову. Режиссёр: Б. Аксёнов — Ломов[20][21][22][23]
- «Дядя Ваня» А. П. Чехова. Режиссёр: М. Поляков — Астров
- «Пигмалеоне» Б. Шоу. Режиссёр: Р. Розенберг — Хиггинс
- «Баба Яга и два клёна» по Е. Шварцу. Режиссёр: Б. Аксёнов — Кот[24][25][26]
- «Остановите самолёт — я слезу!» по Э. Севеле. Режиссёр: Б. Аксёнов — Коля Мухин[27][28][29][30][31][32][33]
- «Любовь и ненависть» (по пьесе «Анджело, тиран Падуанский») В. Гюго. Режиссёр: Б. Аксёнов — Омодея[34][35][36]
- «Яблочный вор» К. Драгунской. Режиссёр: В. Мадан — Степцов
- «Самоубийца» Н.Эрдмана. Режиссёр: Б. Аксёнов — Подсекальников[37][38][39]
- «Семейной жизни с посторонним, или именины с костылями» С. Лобозёрова. Режиссёр: Б. Аксёнов — Тимофей[40][41][42][43][44]
- «Я очень люблю тебя, мама!» (по пьесе «Пока она умирала») Н. Птушкиной. Режиссёр: Б. Аксёнов — Игорь[45][46][47][48][49]
- «Сказка о царе Салтане» по А. С. Пушкину. Режиссёр: Б. Аксёнов — Царь Салтан[50][51][52][53][54]
- «Сердцу не прикажешь» (по пьесе «Совиновники») И. В. Гёте. Режиссёр: Б. Аксёнов — Отец[55][56][57][58]
- «Король Лир» Шекспир. Режиссёр: И. Шац — Шут

## Фильмография
- 1977: Василе — «Корень жизни», режиссёр Николай Гибу
- 1978: Лёва — «Крепость», режиссёр Василий Паскару
- 1983: Эпизод — «Среди тысячи дорог», режиссёр Вадим Зобин, Одесская киностудия
- 1985: Журавлёв — «Жизнь и бессмертие Сергея Лазо», режиссёр Василий Паскару
- 1989: Эпизод — «Западня», режиссёр Борис Конунов
- 1991: Ким — «Кодры», режиссёр Василий Паскару
- 2000: Прапорщик — «Антология приколов», режиссёр Юрий Музыка[59]